# Armand
Az Armand férfinév a germán Hermann név (magyarul Herman) francia változatából származik. Női változatai: Armanda, Armandina. 

## Rokon nevek
- Armandó:[1] az Armand olasz változata

Herman

## Gyakorisága
Az 1990-es években igen ritka név volt, a 2000-es évek első felében a 87-97. leggyakoribb férfinév, de 2005 óta nem szerepel a 100 leggyakoribb férfinév között.
Az Armandó nevet az 1990-es években nem lehetett anyakönyvezni, a 2000-es években nem szerepel a 100 leggyakoribb férfinév között.

## Névnapok
- Armand: április 7.,[2] május 10.,[2] október 26.[2]
- Armandó:március 6

## Híres Armandok, Armandók
- Kautzky Armand színész
- Armand Assante amerikai színész
- Armando Dippet kitalált személy J. K. Rowling Harry Potter című regényében
- Armand Dorian amerikai orvos, színész
- Diego Armando Maradona labdarúgó
- Armand Jean du Plessis de Richelieu francia egyházi személy, politikus, államférfi
- Armand-Louis Couperin francia zeneszerző, orgonaművész
- Armand Duplantis olimpiai bajnok svéd rúdugró